# Coppa Sudamericana 2013
La Coppa Sudamericana 2013, ufficialmente Copa Total Sudamericana 2013 per motivi di sponsorizzazione, è stata la dodicesima edizione della Coppa Sudamericana organizzata dalla CONMEBOL.
Il torneo è stato vinto per la prima volta dagli argentini del Lanús che hanno sconfitto nella doppia finale i brasiliani del Ponte Preta ottenendo così il diritto di partecipare alla Coppa Libertadores 2014, alla Recopa Sudamericana 2014 e alla Coppa Suruga Bank 2014.

## Partecipanti
Le modalità di qualificazione al torneo sono state decise autonomamente da ciascuna federazione nazionale.
| Paese             | Squadra (posto)                      | Metodo di qualificazione |
| ----------------- | ------------------------------------ | --- |
| Argentina 6 posti | Vélez Sarsfield (Argentina 1)        | Campione della Primera División 2012-2013                                                                                         |
| Argentina 6 posti | Lanús (Argentina 2)                  | Migliore squadra nella classifica complessiva 2012-13 non qualificata alla Coppa Libertadores 2013                                |
| Argentina 6 posti | River Plate (Argentina 3)            | 2ª migliore squadra nella classifica complessiva 2012-13 non qualificata alla Coppa Libertadores 2013                             |
| Argentina 6 posti | Racing Club (Argentina 4)            | 3ª migliore squadra nella classifica complessiva 2012-13 non qualificata alla Coppa Libertadores 2013                             |
| Argentina 6 posti | Belgrano (Argentina 5)               | 4ª migliore squadra nella classifica complessiva 2012-13 non qualificata alla Coppa Libertadores 2013                             |
| Argentina 6 posti | San Lorenzo (Argentina 6)            | 5ª migliore squadra nella classifica complessiva 2012-13 non qualificata alla Coppa Libertadores 2013                             |
| Bolivia 4 posti   | Oriente Petrolero (Bolivia 1)        | Perdente spareggio tra la 3ª classificata Clausura 2012 e la 3ª classificata Apertura 2012                                        |
| Bolivia 4 posti   | The Strongest (Bolivia 2)            | Campione Clausura 2012 e Apertura 2012                                                                                            |
| Bolivia 4 posti   | Blooming (Bolivia 3)                 | 4ª classificata Apertura 2012 |
| Bolivia 4 posti   | Real Potosí (Bolivia 4)              | 5ª classificata Apertura 2012 |
| Brasile 8+1 posti | San Paolo (Detentore)                | Campione Coppa Sudamericana 2012                                                                                                  |
| Brasile 8+1 posti | Náutico (Brasile 1)                  | Miglior eliminata prima degli ottavi della Coppa del Brasile 2013 con il miglior piazzamento nella Série A 2012 o Série B 2012    |
| Brasile 8+1 posti | Coritiba (Brasile 2)                 | 2ª miglior eliminata prima degli ottavi della Coppa del Brasile 2013 con il miglior piazzamento nella Série A 2012 o Série B 2012 |
| Brasile 8+1 posti | Ponte Preta (Brasile 3)              | 3ª miglior eliminata prima degli ottavi della Coppa del Brasile 2013 con il miglior piazzamento nella Série A 2012 o Série B 2012 |
| Brasile 8+1 posti | Bahia (Brasile 4)                    | 4ª miglior eliminata prima degli ottavi della Coppa del Brasile 2013 con il miglior piazzamento nella Série A 2012 o Série B 2012 |
| Brasile 8+1 posti | Portuguesa (Brasile 5)               | 5ª miglior eliminata prima degli ottavi della Coppa del Brasile 2013 con il miglior piazzamento nella Série A 2012 o Série B 2012 |
| Brasile 8+1 posti | Criciúma (Brasile 6)                 | 6ª miglior eliminata prima degli ottavi della Coppa del Brasile 2013 con il miglior piazzamento nella Série A 2012 o Série B 2012 |
| Brasile 8+1 posti | Vitória (Brasile 7)                  | 7ª miglior eliminata prima degli ottavi della Coppa del Brasile 2013 con il miglior piazzamento nella Série A 2012 o Série B 2012 |
| Brasile 8+1 posti | Sport Recife (Brasile 8)             | 8ª miglior eliminata prima degli ottavi della Coppa del Brasile 2013 con il miglior piazzamento nella Série A 2012 o Série B 2012 |
| Cile 4 posti      | Universidad de Chile (Cile 1)        | Campione Copa Chile 2012-2013 |
| Cile 4 posti      | Colo-Colo (Cile 2)                   | 1ª classificata prima fase Clausura 2012                                                                                          |
| Cile 4 posti      | Universidad Católica (Cile 3)        | 2ª classificata Transición 2013                                                                                                   |
| Cile 4 posti      | Cobreloa (Cile 4)                    | 3ª classificata Transición 2013                                                                                                   |
| Colombia 4 posti  | Atlético Nacional (Colombia 1)       | Campione Copa Colombia 2012 |
| Colombia 4 posti  | La Equidad (Colombia 2)              | 2ª nella classifica complessiva della Categoría Primera A 2012                                                                    |
| Colombia 4 posti  | Deportivo Pasto (Colombia 3)         | 3ª nella classifica complessiva della Categoría Primera A 2012                                                                    |
| Colombia 4 posti  | Itagüí Ditaires (Colombia 4)         | 4ª nella classifica complessiva della Categoría Primera A 2012                                                                    |
| Ecuador 4 posti   | Barcelona SC (Ecuador 1)             | Campione Serie A 2012 |
| Ecuador 4 posti   | Emelec (Ecuador 2)                   | 2ª classificata Serie A 2012 |
| Ecuador 4 posti   | LDU Loja (Ecuador 3)                 | 4ª classificata Serie A 2012 |
| Ecuador 4 posti   | Independiente José Terán (Ecuador 4) | 5ª classificata Serie A 2012 |
| Paraguay 4 posti  | Libertad (Paraguay 1)                | Campione Clausura 2012 |
| Paraguay 4 posti  | Cerro Porteño (Paraguay 2)           | Campione Apertura 2012 |
| Paraguay 4 posti  | Nacional (Paraguay 3)                | 2ª miglior squadra non campione nella classifica complessiva della División Profesional 2012                                      |
| Paraguay 4 posti  | Guaraní (Paraguay 4)                 | 3ª miglior squadra non campione nella classifica complessiva della División Profesional 2012                                      |
| Perù 4 posti      | Juan Aurich (Perù 1)                 | 2ª miglior squadra non finalista nella classifica complessiva del Campeonato Descentralizado 2012                                 |
| Perù 4 posti      | Melgar (Perù 2)                      | 3ª miglior squadra non finalista nella classifica complessiva del Campeonato Descentralizado 2012                                 |
| Perù 4 posti      | Sport Huancayo (Perù 3)              | 4ª miglior squadra non finalista nella classifica complessiva del Campeonato Descentralizado 2012                                 |
| Perù 4 posti      | Inti Gas Deportes (Perù 4)           | 5ª miglior squadra non finalista nella classifica complessiva del Campeonato Descentralizado 2012                                 |
| Uruguay 4 posti   | Peñarol (Uruguay 1)                  | Campione Primera División 2012-2013                                                                                               |
| Uruguay 4 posti   | River Plate (M) (Uruguay 2)          | 4ª nella classifica complessiva della Primera División 2012-2013                                                                  |
| Uruguay 4 posti   | El Tanque Sisley (Uruguay 3)         | 5ª nella classifica complessiva della Primera División 2012-2013                                                                  |
| Uruguay 4 posti   | Montevideo Wanderers (Uruguay 4)     | 6ª nella classifica complessiva della Primera División 2012-2013                                                                  |
| Venezuela 4 posti | Dep. Anzoátegui (Venezuela 1)        | Campione Copa Venezuela 2012 |
| Venezuela 4 posti | Deportivo Lara (Venezuela 2)         | 2ª miglior squadra non finalista nella classifica complessiva della Primera División 2012-2013                                    |
| Venezuela 4 posti | Trujillanos (Venezuela 3)            | Vincente torneo di spareggio (Serie Sudamericana) con miglior punteggio                                                           |
| Venezuela 4 posti | Mineros (Venezuela 4)                | Vincente torneo di spareggio (Serie Sudamericana) con peggior punteggio                                                           |

## Turni preliminari

### Primo turno
| Squadra 1                | Totale      | Squadra 2              | Andata | Ritorno |
| ------------------------ | ----------- | ---------------------- | ------ | ------- |
| Montevideo Wanderers     | 1 – 2       | Libertad               | 1 – 2  | 0 – 0   |
| Cobreloa                 | 2 – 0       | Peñarol                | 0 – 0  | 2 – 0   |
| Real Potosí              | 3 – 6       | Universidad de Chile   | 3 – 1  | 0 – 5   |
| Guaraní                  | 4 – 1       | Oriente Petrolero      | 0 – 0  | 4 – 1   |
| El Tanque Sisley         | 0 – 3       | Colo-Colo              | 0 – 1  | 0 – 2   |
| Blooming                 | 0 – 5       | River Plate Montevideo | 0 – 1  | 0 – 4   |
| Universidad Católica     | 2 – 1       | Cerro Porteño          | 1 – 1  | 1 – 0   |
| Nacional                 | 1 – 1 (gfc) | The Strongest          | 0 – 0  | 1 – 1   |
| Inti Gas                 | 0 – 5       | Atlético Nacional      | 0 – 1  | 0 – 4   |
| Mineros                  | 4 – 2       | Barcelona SC           | 2 – 2  | 2 – 0   |
| Independiente José Terán | 2 – 0       | Deportivo Anzoátegui   | 0 – 0  | 2 – 0   |
| Itagüí Ditaires          | 6 – 2       | Juan Aurich            | 3 – 0  | 3 – 2   |
| Sport Huancayo           | 1 – 7       | Emelec                 | 1 – 3  | 0 – 4   |
| Deportivo Pasto          | 3 – 2       | Melgar                 | 3 – 0  | 0 – 2   |
| Trujillanos              | 0 – 1       | La Equidad             | 0 – 1  | 0 – 0   |
| LDU Loja                 | 3 – 1       | Deportivo Lara         | 2 – 0  | 1 – 1   |

### Secondo turno
| Squadra 1            | Totale          | Squadra 2                | Andata | Ritorno |
| -------------------- | --------------- | ------------------------ | ------ | ------- |
| Universidad Católica | 7 – 2           | Emelec                   | 4 – 0  | 3 – 2   |
| San Lorenzo          | 0 – 1           | River Plate              | 0 – 1  | 0 – 0   |
| Deportivo Pasto      | 3 – 0           | Colo-Colo                | 1 – 0  | 2 – 0   |
| Sport Recife         | 2 – 2 (3-1 dtr) | Náutico                  | 2 – 0  | 0 – 2   |
| Itagüí Ditaires      | 1 – 0           | River Plate Montevideo   | 1 – 0  | 0 – 0   |
| Belgrano             | 1 – 2           | Vélez Sarsfield          | 1 – 0  | 0 – 2   |
| Universidad de Chile | 4 – 2           | Independiente José Terán | 1 – 1  | 3 – 1   |
| Portuguesa           | 1 – 2           | Bahia                    | 1 – 2  | 0 – 0   |
| Guaraní              | 0 – 2           | Atlético Nacional        | 0 – 2  | 0 – 0   |
| Racing Club          | 1 – 4           | Lanús                    | 1 – 2  | 0 – 2   |
| La Equidad           | 1 – 1 (gfc)     | Cobreloa                 | 0 – 0  | 1 – 1   |
| Vitória              | 1 – 1 (3-4 dtr) | Coritiba                 | 1 – 0  | 0 – 1   |
| Libertad             | 4 – 1           | Mineros                  | 2 – 0  | 2 – 1   |
| Criciúma             | 1 – 2           | Ponte Preta              | 1 – 2  | 0 – 0   |
| LDU Loja             | 1 – 0           | Nacional                 | 0 – 0  | 1 – 0   |

## Fase finale

### Tabellone
|  | Ottavi di finale | Ottavi di finale     | Ottavi di finale | Ottavi di finale |                   |             | Quarti di finale | Quarti di finale | Quarti di finale |  |           | Semifinali | Semifinali | Semifinali |  |             | Finale | Finale | Finale |
|  |                  |                      |                  |                  |                   |             |                  |                  |                  |  |           |            |            |            |  |             |        |        |        |
|  | 1                | San Paolo            | 1                | 4                |                   |             |                  |                  |                  |  |           |            |            |            |  |             |        |        |        |
|  | 16               | Universidad Católica | 1                | 3                |                   |             |                  |                  |                  |  |           |            |            |            |  |             |        |        |        |
|  | 16               | Universidad Católica | 1                | 3                |                   | San Paolo   | 3                | 0                |                  |  |           |            |            |            |  |             |        |        |        |
|  |                  |                      |                  |                  |                   | San Paolo   | 3                | 0                |                  |  |           |            |            |            |  |             |        |        |        |
|  |                  | Atlético Nacional    | 2                | 0                |                   |             |                  |                  |                  |  |           |            |            |            |  |             |        |        |        |
|  | 8                | Atlético Nacional    | 2                | 0                | Atlético Nacional | 1           | 0 (4)            |                  |                  |  |           |            |            |            |  |             |        |        |        |
|  | 8                |                      |                  |                  | Atlético Nacional | 1           | 0 (4)            |                  |                  |  |           |            |            |            |  |             |        |        |        |
|  | 9                | Bahia                | 0                | 1 (3)            |                   |             |                  |                  |                  |  |           |            |            |            |  |             |        |        |        |
|  | 9                | Bahia                | 0                | 1 (3)            |                   |             |                  |                  |                  |  | San Paolo | 1          | 1          |            |  |             |        |        |        |
|  |                  |                      |                  |                  |                   |             |                  |                  |                  |  | San Paolo | 1          | 1          |            |  |             |        |        |        |
|  |                  | Ponte Preta          | 3                | 1                |                   |             |                  |                  |                  |  |           |            |            |            |  |             |        |        |        |
|  | 5                | Ponte Preta          | 3                | 1                | Ponte Preta       | 2           | 0                |                  |                  |  |           |            |            |            |  |             |        |        |        |
|  | 5                |                      |                  |                  | Ponte Preta       | 2           | 0                |                  |                  |  |           |            |            |            |  |             |        |        |        |
|  | 12               | Deportivo Pasto      | 0                | 1                |                   |             |                  |                  |                  |  |           |            |            |            |  |             |        |        |        |
|  | 12               | Deportivo Pasto      | 0                | 1                |                   | Ponte Preta | 0                | 2                |                  |  |           |            |            |            |  |             |        |        |        |
|  |                  |                      |                  |                  |                   | Ponte Preta | 0                | 2                |                  |  |           |            |            |            |  |             |        |        |        |
|  |                  | Vélez Sarsfield      | 0                | 0                |                   |             |                  |                  |                  |  |           |            |            |            |  |             |        |        |        |
|  | 4                | Vélez Sarsfield      | 0                | 0                | La Equidad        | 1           | 1                |                  |                  |  |           |            |            |            |  |             |        |        |        |
|  | 4                |                      |                  |                  | La Equidad        | 1           | 1                |                  |                  |  |           |            |            |            |  |             |        |        |        |
|  | 13               | Vélez Sarsfield      | 2                | 2                |                   |             |                  |                  |                  |  |           |            |            |            |  |             |        |        |        |
|  | 13               | Vélez Sarsfield      | 2                | 2                |                   |             |                  |                  |                  |  |           |            |            |            |  | Ponte Preta | 1      | 0      |        |
|  |                  |                      |                  |                  |                   |             |                  |                  |                  |  |           |            |            |            |  | Ponte Preta | 1      | 0      |        |
|  |                  | Lanús                | 1                | 2                |                   |             |                  |                  |                  |  |           |            |            |            |  |             |        |        |        |
|  | 2                | Lanús                | 1                | 2                | LDU Loja          | 2           | 0                |                  |                  |  |           |            |            |            |  |             |        |        |        |
|  | 2                |                      |                  |                  | LDU Loja          | 2           | 0                |                  |                  |  |           |            |            |            |  |             |        |        |        |
|  | 15               | River Plate          | 1                | 2                |                   |             |                  |                  |                  |  |           |            |            |            |  |             |        |        |        |
|  | 15               | River Plate          | 1                | 2                |                   | Lanús       | 0                | 3                |                  |  |           |            |            |            |  |             |        |        |        |
|  |                  |                      |                  |                  |                   | Lanús       | 0                | 3                |                  |  |           |            |            |            |  |             |        |        |        |
|  |                  | River Plate          | 0                | 1                |                   |             |                  |                  |                  |  |           |            |            |            |  |             |        |        |        |
|  | 7                | River Plate          | 0                | 1                | Lanús             | 4           | 0                |                  |                  |  |           |            |            |            |  |             |        |        |        |
|  | 7                |                      |                  |                  | Lanús             | 4           | 0                |                  |                  |  |           |            |            |            |  |             |        |        |        |
|  | 10               | Universidad de Chile | 0                | 1                |                   |             |                  |                  |                  |  |           |            |            |            |  |             |        |        |        |
|  | 10               | Universidad de Chile | 0                | 1                |                   |             |                  |                  |                  |  | Libertad  | 1          | 1          |            |  |             |        |        |        |
|  |                  |                      |                  |                  |                   |             |                  |                  |                  |  | Libertad  | 1          | 1          |            |  |             |        |        |        |
|  |                  | Lanús                | 2                | 2                |                   |             |                  |                  |                  |  |           |            |            |            |  |             |        |        |        |
|  | 6                | Lanús                | 2                | 2                | Libertad          | 2           | 2                |                  |                  |  |           |            |            |            |  |             |        |        |        |
|  | 6                |                      |                  |                  | Libertad          | 2           | 2                |                  |                  |  |           |            |            |            |  |             |        |        |        |
|  | 11               | Sport Recife         | 0                | 1                |                   |             |                  |                  |                  |  |           |            |            |            |  |             |        |        |        |
|  | 11               | Sport Recife         | 0                | 1                |                   | Libertad    | 2                | 0                |                  |  |           |            |            |            |  |             |        |        |        |
|  |                  |                      |                  |                  |                   | Libertad    | 2                | 0                |                  |  |           |            |            |            |  |             |        |        |        |
|  |                  | Itagüí Ditaires      | 0                | 1                |                   |             |                  |                  |                  |  |           |            |            |            |  |             |        |        |        |
|  | 3                | Itagüí Ditaires      | 0                | 1                | Coritiba          | 0           | 1                |                  |                  |  |           |            |            |            |  |             |        |        |        |
|  | 3                |                      |                  |                  | Coritiba          | 0           | 1                |                  |                  |  |           |            |            |            |  |             |        |        |        |
|  | 14               | Itagüí Ditaires      | 1                | 2                |                   |             |                  |                  |                  |  |           |            |            |            |  |             |        |        |        |

### Ottavi di finale
| Squadra 1         | Totale          | Squadra 2            | Andata | Ritorno |
| ----------------- | --------------- | -------------------- | ------ | ------- |
| San Paolo         | 5 – 4           | Universidad Católica | 1 – 1  | 4 – 3   |
| LDU Loja          | 2 – 3           | River Plate          | 2 – 1  | 0 – 2   |
| Ponte Preta       | 2 – 1           | Deportivo Pasto      | 2 – 0  | 0 – 1   |
| Libertad          | 4 – 1           | Sport Recife         | 2 – 0  | 2 – 1   |
| Coritiba          | 1 – 3           | Itagüí Ditaires      | 0 – 1  | 1 – 2   |
| La Equidad        | 2 – 4           | Vélez Sarsfield      | 1 – 2  | 1 – 2   |
| Lanús             | 4 – 1           | Universidad de Chile | 4 – 0  | 0 – 1   |
| Atlético Nacional | 1 – 1 (4-3 dtr) | Bahia                | 1 – 0  | 0 – 1   |

### Quarti di finale
| Squadra 1   | Totale | Squadra 2         | Andata | Ritorno |
| ----------- | ------ | ----------------- | ------ | ------- |
| San Paolo   | 3 – 2  | Atlético Nacional | 3 – 2  | 0 – 0   |
| Libertad    | 2 – 1  | Itagüí Ditaires   | 2 – 0  | 0 – 1   |
| Lanús       | 3 – 1  | River Plate       | 0 – 0  | 3 – 1   |
| Ponte Preta | 2 – 0  | Vélez Sarsfield   | 0 – 0  | 2 – 0   |

### Semifinali
| Squadra 1 | Totale | Squadra 2   | Andata | Ritorno |
| --------- | ------ | ----------- | ------ | ------- |
| San Paolo | 2 – 4  | Ponte Preta | 1 – 3  | 1 – 1   |
| Libertad  | 2 – 4  | Lanús       | 1 – 2  | 1 – 2   |

### Finale
| Squadra 1   | Totale | Squadra 2 | Andata | Ritorno |
| ----------- | ------ | --------- | ------ | ------- |
| Ponte Preta | 1 – 3  | Lanús     | 1 – 1  | 0 – 2   |

#### Andata
| Arbitro: | Roberto Silvera |

|                    |           |           |
| Fellipe Bastos 78’ | Marcatori | 57’ Goltz |

| Ponte Preta | Lanús |

| PONTE PRETA (4-4-2): |    |                |     |     |     |
|                      |    |                |     |     |     |
| POR                  | 1  | Roberto (C)    |     |     |     |
| DIF                  | 2  | Artur          |     | 67’ |     |
| DIF                  | 3  | César          |     |     |     |
| DIF                  | 4  | Diego Sacoman  |     | 17’ |     |
| DIF                  | 5  | Uendel         |     | 89’ |     |
| CEN                  | 6  | Baraka         |     |     |     |
| CEN                  | 8  | Fernando Bob   |     | 60’ | 63’ |
| CEN                  | 10 | Elias          |     |     | 86’ |
| CEN                  | 15 | Fellipe Bastos | 78’ |     |     |
| ATT                  | 29 | Leonardo       |     |     |     |
| ATT                  | 7  | Rildo          |     |     | 73’ |
| Sostituzioni:        |    |                |     |     |     |
| POR                  | 24 | Édson Bastos   |     |     |     |
| DIF                  | 13 | Régis          |     |     |     |
| DIF                  | 16 | Ferron         |     |     |     |
| CEN                  | 11 | Chiquinho      |     |     | 73’ |
| CEN                  | 20 | Magal          |     |     | 86’ |
| ATT                  | 9  | William        |     |     |     |
| ATT                  | 27 | Adaílton       |     |     | 63’ |
| Allenatore:          |    |                |     |     |     |
| Jorginho             |    |                |     |     |     |

| LANÚS (4-3-3):             |    |                       |     |     |     |
|                            |    |                       |     |     |     |
| POR                        | 1  | Agustín Marchesín     |     |     |     |
| DIF                        | 4  | Carlos Araujo         |     |     |     |
| DIF                        | 2  | Paolo Goltz (C)       | 57’ |     |     |
| DIF                        | 24 | Carlos Izquierdoz     |     | 76’ |     |
| DIF                        | 6  | Maximiliano Velázquez |     | 84’ |     |
| CEN                        | 5  | Diego González        |     | 30’ | 79’ |
| CEN                        | 15 | Leandro Somoza        |     |     |     |
| CEN                        | 22 | Jorge Ortíz           |     |     |     |
| ATT                        | 26 | Lucas Melano          |     |     | 68’ |
| ATT                        | 9  | Santiago Silva        |     |     |     |
| ATT                        | 14 | Jorge Pereyra Díaz    |     | 54’ | 87’ |
| Sostituzioni:              |    |                       |     |     |     |
| POR                        | 12 | Esteban Andrada       |     |     |     |
| DIF                        | 20 | Facundo Monteseirín   |     |     |     |
| CEN                        | 8  | Fernando Barrientos   |     |     | 79’ |
| CEN                        | 16 | Víctor Ayala          |     |     | 68’ |
| CEN                        | 21 | Nicolás Pasquini      |     |     |     |
| CEN                        | 23 | Oscar Benítez         |     |     | 87’ |
| ATT                        | 18 | Ismael Blanco         |     |     |     |
| Allenatore:                |    |                       |     |     |     |
| Guillermo Barros Schelotto |    |                       |     |     |     |

#### Ritorno
| Arbitro: | Enrique Osses |

|                        |           |  |
| Ayala 24’ Blanco 45+2’ | Marcatori |  |

| Lanús | Ponte Preta |

| LANÚS (4-3-3):             |    |                       |       |     |       |
|                            |    |                       |       |     |       |
| POR                        | 1  | Agustín Marchesín     |       |     |       |
| DIF                        | 4  | Carlos Araujo         |       |     |       |
| DIF                        | 2  | Paolo Goltz (C)       |       |     |       |
| DIF                        | 24 | Carlos Izquierdoz     |       |     |       |
| DIF                        | 6  | Maximiliano Velázquez |       |     |       |
| CEN                        | 5  | Diego González        |       |     |       |
| CEN                        | 15 | Leandro Somoza        |       | 35’ |       |
| CEN                        | 16 | Víctor Ayala          | 24’   | 25’ |       |
| ATT                        | 18 | Ismael Blanco         | 45+2’ | 74’ | 77’   |
| ATT                        | 9  | Santiago Silva        |       |     |       |
| ATT                        | 23 | Oscar Benítez         |       |     | 90+1’ |
| Sostituzioni:              |    |                       |       |     |       |
| POR                        | 12 | Esteban Andrada       |       |     |       |
| DIF                        | 20 | Facundo Monteseirín   |       |     |       |
| DIF                        | 27 | Matías Martínez       |       |     |       |
| CEN                        | 8  | Fernando Barrientos   |       |     |       |
| CEN                        | 21 | Nicolás Pasquini      |       |     | 90+1’ |
| CEN                        | 22 | Jorge Ortíz           |       |     | 77’   |
| ATT                        | 26 | Lucas Melano          |       |     |       |
| Allenatore:                |    |                       |       |     |       |
| Guillermo Barros Schelotto |    |                       |       |     |       |

| PONTE PRETA (4-4-2): |    |                |  |     |     |
|                      |    |                |  |     |     |
| POR                  | 1  | Roberto (C)    |  |     |     |
| DIF                  | 2  | Artur          |  |     | 56’ |
| DIF                  | 3  | César          |  |     |     |
| DIF                  | 4  | Diego Sacoman  |  |     |     |
| DIF                  | 8  | Fernando Bob   |  |     |     |
| CEN                  | 6  | Baraka         |  |     |     |
| CEN                  | 20 | Magal          |  |     | 46’ |
| CEN                  | 10 | Elias          |  |     |     |
| CEN                  | 15 | Fellipe Bastos |  | 85’ |     |
| ATT                  | 29 | Leonardo       |  |     |     |
| ATT                  | 7  | Rildo          |  |     | 65’ |
| Sostituzioni:        |    |                |  |     |     |
| POR                  | 24 | Édson Bastos   |  |     |     |
| DIF                  | 13 | Régis          |  |     |     |
| DIF                  | 16 | Ferron         |  |     |     |
| CEN                  | 11 | Chiquinho      |  |     |     |
| CEN                  | 21 | Ferrugem       |  |     | 56’ |
| ATT                  | 9  | William        |  |     | 65’ |
| ATT                  | 27 | Adaílton       |  |     | 46’ |
| Allenatore:          |    |                |  |     |     |
| Jorginho             |    |                |  |     |     |

## Classifica marcatori
| Gol | Rigori |  | Giocatore        | Squadra              |
| --- | ------ |  | ---------------- | -------------------- |
| 5   |        |  | Enner Valencia   | Emelec               |
| 4   | 1      |  | Isaac Díaz       | Universidad de Chile |
| 4   | 1      |  | Charles Aránguiz | Universidad de Chile |
| 3   |        |  | Nicolás Castillo | Universidad Católica |
| 3   |        |  | Richard Blanco   | Mineros              |
| 3   |        |  | Lucas Melano     | Lanús                |
| 3   |        |  | Brian Montenegro | Libertad             |
| 3   |        |  | Santiago Silva   | Lanús                |
| 3   |        |  | Paolo Goltz      | Lanús                |